# Fanne Foxe
Pour les articles homonymes, voir Battistella et Foxe.
Fanne Foxe, née Annabelle Battistella, le 14 février 1936 à Nueve de Julio, province de Buenos Aires en Argentine et morte le 10 février 2021 à Clearwater, est une ancienne stripteaseuse. Elle est surtout connue pour avoir été impliquée dans un scandale sexuel, en 1974, impliquant Wilbur Mills (en), membre du Congrès de l'Arkansas, dans ce qui est réputé être l'un des scandales sexuels politiques les plus médiatisés des années 1970. Elle figure sur la liste du magazine Time des 10 meilleures maîtresses et sur la liste du groupe Bloomberg des 10 meilleurs scandales sexuels américains.

## Scandale Mills
Jusqu'à l'incident avec Fanne Foxe, Mills est considéré comme l'un des membres les plus puissants de la Chambre des représentants des États-Unis. Il a été un candidat mineur à l'investiture démocrate, pour la présidence en 1972. À cette époque, Mills a une liaison avec Foxe, une stripteaseuse locale. Le 7 octobre 1974, vers 2 heures du matin, le couple a bu et circule près du front de mer à Washington, D.C. La police du parc arrête le véhicule et Foxe tente de fuir les lieux en sautant dans le Tidal Basin. L'incident fait beaucoup de bruit et conduit finalement Mills à démissionner, deux mois plus tard, de son poste de président de la Commission des voies et moyens de la Chambre des représentants des États-Unis. Il est réélu à son siège, au Congrès, en 1974, mais il ne se présente pas à la réélection en 1976,.

## Après-scandale
Après l'affaire Mills, Fane Foxe continue à travailler comme stripteaseuse, changeant son nom de scène de The Argentine Firecracker en The Tidal Basin Bombshell.
Profitant de sa notoriété, elle parvient à augmenter ses cachets pour ses représentations ultérieures dans les clubs. Lorsqu'elle est engagée par Michael Pinter Jr. pour un spectacle, en décembre 1974, au Club Juana à Orlando, en Floride son cachet augmente, pour un séjour de deux semaines, passant de 3 500 à 15 000 dollars par semaine. Le 12 décembre 1974, pendant la première semaine de ses fiançailles, elle est arrêtée pour attentat à la pudeur, prétendument après s'être mise complètement nue pendant son spectacle. 
Le propriétaire du club, Pinter, est arrêté pour avoir laissé faire. Lors de la mise en accusation, le 21 décembre, Foxe et Pinter plaident tous deux innocents. Les accusations portées contre les deux parties sont rejetées, le 28 janvier 1975, lorsque le juge décide que les procureurs n'ont pas apporté de preuves. Après l'incident de Floride, Fane Foxe annonce sa retraite de la scène. Cependant, en 1976, elle se produit, mais pas en tant que stripteaseuse, au Riverboat de l'Empire State Building,
.

### Reconnaissance
Fanne Foxe est classée troisième sur la liste du magazine Time des 10 meilleures maîtresses et le scandale est classé numéro 3 dans le Top 10 des scandales sexuels américains par groupe Bloomberg, en 2009. En tant que danseuse exotique, elle reçoit déjà un accueil positif bien avant l'incident de Mills. Un mois après le scandale d'octobre 1974, Bill O'Reilly l'interviewe. Il raconte qu'elle lui a fait part de son intérêt à faire des études de médecine, après deux autres années de danse. En résumant son apparition au Pilgrim Theater de Boston, il écrit que la foule a adoré sa performance.
En septembre 1976, elle est présentée dans le magazine Playboy, puis à nouveau en février 1977. En avril 1977, elle est interviewée en détail par le magazine Cheri.

## Filmographie
- 1975 : Posse from Heaven
- 1977 : This Is America
- 1977 : Hay que parar la delantera (es)